# 与那国町立久部良中学校
与那国町立久部良中学校（よなぐにちょうりつ くぶらちゅうがっこう）は、沖縄県与那国町字与那国4022に位置する町立中学校。

## 地理
日本最西端の島である与那国島に2校ある中学校のうち西側に位置する中学校で、日本で最も西にある中学校である。隣接する久部良小学校よりも西側にあり、学校教育法に定めるすべての種類の学校として日本で最も西に位置し、日本最西端の学校でもある。年に数回、学校から台湾を眺めることができる。久部良地区出身の元沖縄県知事によって、1981年に校訓である「世界雄飛」を彫んだ石碑を建立した。

## 沿革
| [icon]             | この節の加筆が望まれています。 |
| 年月日             | 出来事                         |
| 1955年（昭和30年） | 与那国町立学校を創立           |
| 1981年（昭和56年） | 世界雄飛の石碑を建立           |

## 部活動
同中学校の部活動は、以下の通りである。
- 吹奏楽部
- バドミントン部
- 卓球部